# Championnat du Swaziland de football 2000-2001
Navigation
Édition précédente Édition suivante
La saison 2000-2001 du Championnat du Swaziland de football est la vingt-cinquième édition de la Premier League, le championnat national de première division au Swaziland. Les douze équipes engagées sont regroupées au sein d'une poule unique où elles affrontent deux fois leurs adversaires, à domicile et à l'extérieur. En fin de saison, les deux derniers du classement sont relégués et remplacés par les deux meilleurs clubs de deuxième division.
C'est le club de Mbabane Highlanders, tenant du titre, qui remporte à nouveau la compétition cette saison après avoir terminé en tête du classement, avec cinq points d'avance sur Manzini Wanderers et six sur Mbabane Swallows. C'est le douzième titre de champion du Swaziland de l'histoire du club.

## Participants
- Mbabane Highlanders
- Denver Sundowns
- Manzini Wanderers
- Royal Leopards
- Mhlume United
- Mhlambanyatsi Rovers
- Young Buffaloes FC
- Mbabane Swallows
- Delta Stars FC - Promu de D2
- Moneni Pirates FC - Promu de D2
- Green Mamba
- Nkomanzi Sundowns

## Compétition

### Classement
Le classement est établi sur le barème de points suivant : victoire à 3 points, match nul à 1, défaite à 0.
| Rang | Équipe               | Pts | J  | G  | N | P  | Bp | Bc | Diff |
| ---- | -------------------- | --- | -- | -- | - | -- | -- | -- | ---- |
| 1    | Mbabane HighlandersT | 48  | 22 | 15 | 3 | 4  | 33 | 14 | +19  |
| 2    | Manzini Wanderers    | 42  | 22 | 12 | 9 | 1  | 36 | 15 | +21  |
| 3    | Mbabane Swallows     | 40  | 22 | 12 | 4 | 6  | 26 | 11 | +15  |
| 4    | Green Mamba          | 32  | 22 | 8  | 8 | 6  | 21 | 14 | +7   |
| 5    | Royal Leopards       | 30  | 22 | 8  | 6 | 8  | 21 | 22 | -1   |
| 6    | Young Buffaloes FC   | 30  | 22 | 8  | 6 | 8  | 27 | 33 | -6   |
| 7    | Denver Sundowns      | 27  | 22 | 6  | 8 | 8  | 16 | 23 | -7   |
| 8    | Moneni Pirates FCP   | 24  | 22 | 7  | 3 | 12 | 14 | 21 | -7   |
| 9    | Mhlambanyatsi Rovers | 22  | 22 | 5  | 7 | 10 | 21 | 23 | -2   |
| 10   | Mhlume United        | 21  | 22 | 4  | 9 | 9  | 17 | 35 | -18  |
| 11   | Delta Stars FCP      | 19  | 22 | 4  | 7 | 11 | 14 | 24 | -10  |
| 12   | Nkomanzi Sundowns    | 19  | 22 | 4  | 7 | 11 | 19 | 36 | -17  |

|  | Champion du Swaziland 2000-2001                                                           |
|  | Relégation directe en deuxième division                                                   |
|  | T : Tenant du titre C : Vainqueur de la Coupe du Swaziland P : Promu de deuxième division |

## Bilan de la saison
| Championnat du Swaziland de football 2000-2001                        |                                 |
| Champion                                                              | Mbabane Highlanders (12e titre) |
| Coupes et trophées                                                    |                                 |
| Vainqueur de la Coupe du Swaziland 2000-2001                          | Eleven Men in Flight (D2)       |
| Qualifications continentales                                          |                                 |
| Ligue des champions de la CAF 2002                                    | Aucun                           |
| Coupe des Coupes 2002                                                 | Aucun                           |
| Coupe de la CAF 2002                                                  | Aucun                           |
| Promotions et relégations                                             |                                 |
| Promus en Premier League                                              | Umbelebele FC                   |
| Promus en Premier League                                              | Pastor Limited FC               |
| Relégués en Championnat du Swaziland de football de deuxième division | Nkomazi Sundowns                |
| Relégués en Championnat du Swaziland de football de deuxième division | Delta Stars FC                  |